# Grotte de Phraya Nakhon
La grotte de Phraya Nakhon (en thaï : พระที่นั่งคูหาคฤหาสน์) est un site naturel spéléologique et géologique. Ce lieu souterrain se situe au sein du parc national de Khao Sam Roi Yot, dans la province de Prachuap Khiri Khan, à une quarantaine de kilomètres de Hua Hin, près d'une petite baie sur la côte du golfe de Thaïlande, en Thaïlande.

## Description
Le site abrite en son cœur le pavillon royal Kuha Karuhas (พระที่นั่งคูหาคฤหาสน์) construit en 1896 pour accueillir le roi Chulalongkorn (Rama V) lors de ses déplacements. Ce pavillon sert de temple. Quand il fait beau, le pavillon royal est éclairé par les rayons du soleil entre 10h30 et 12h00.

## Galerie

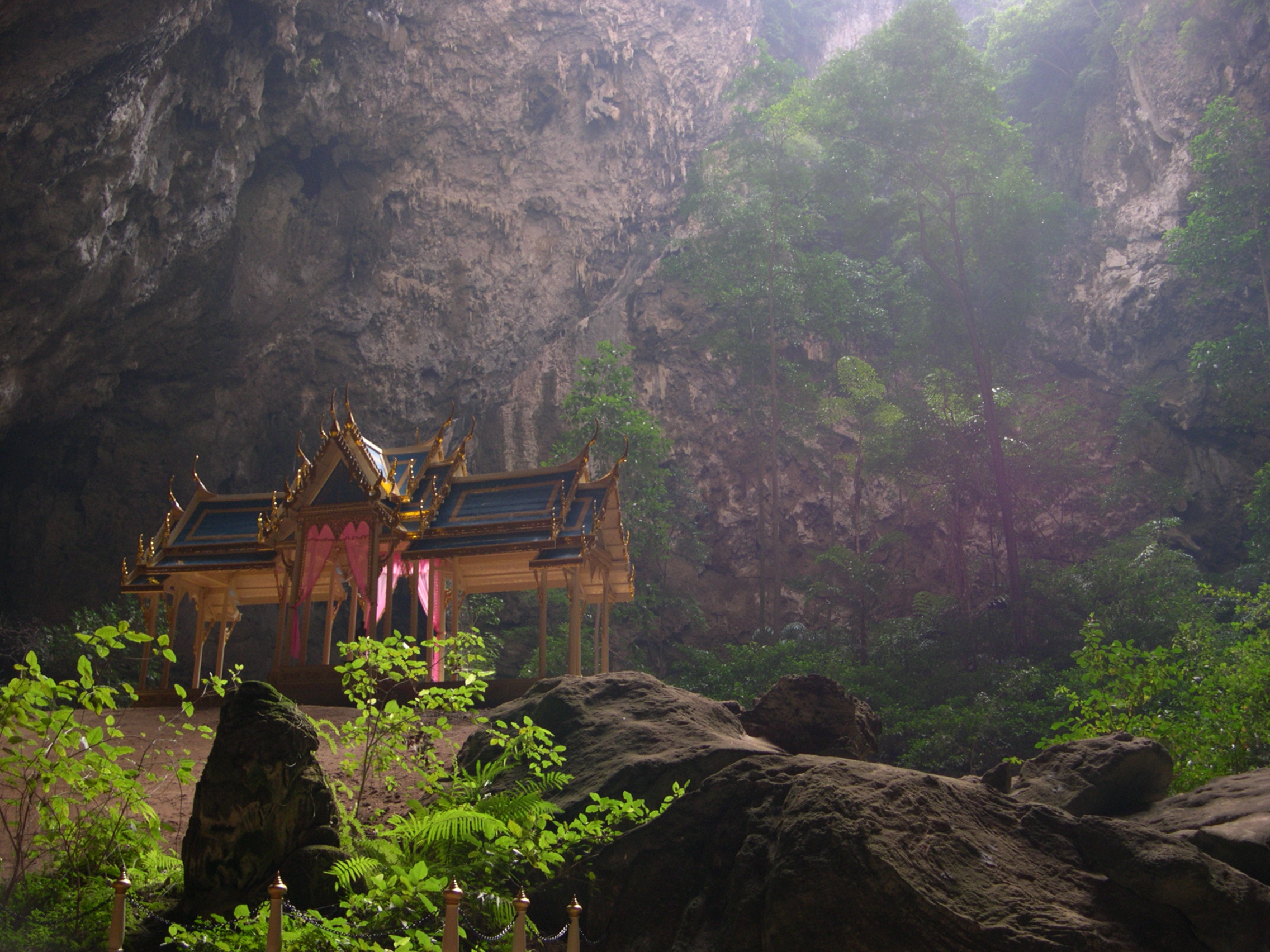
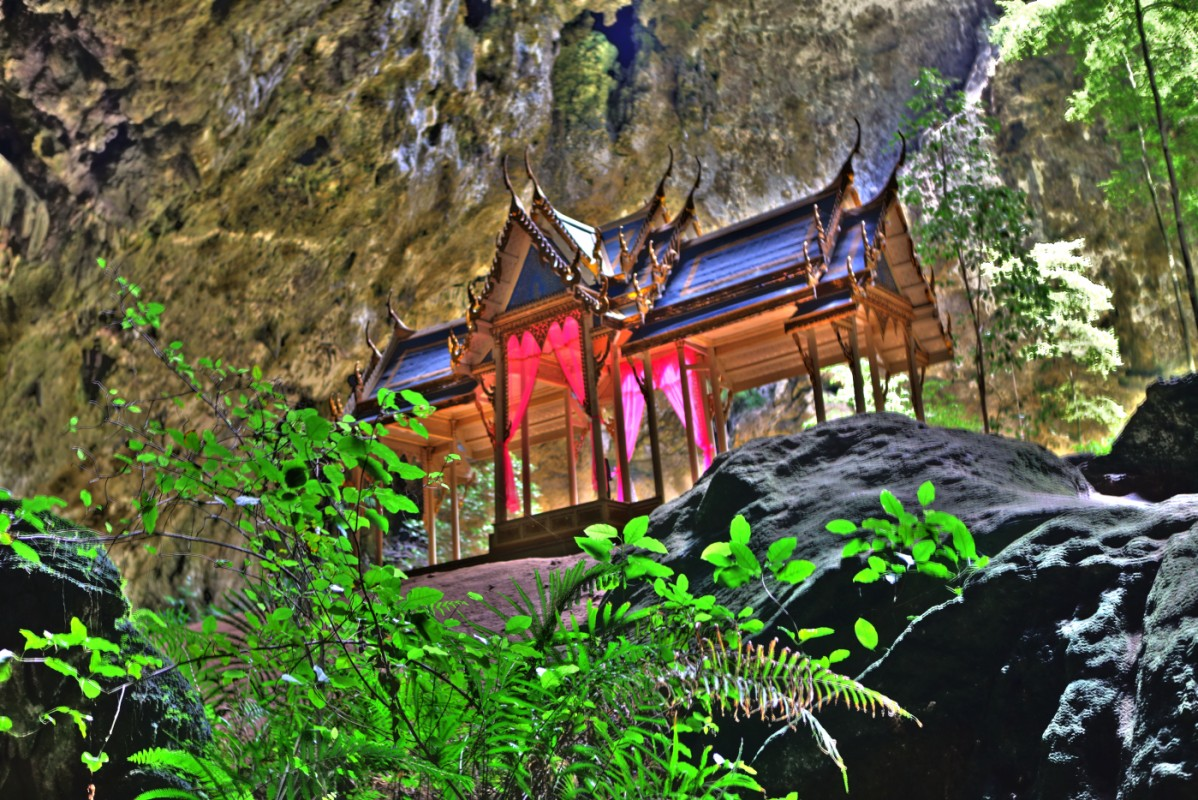
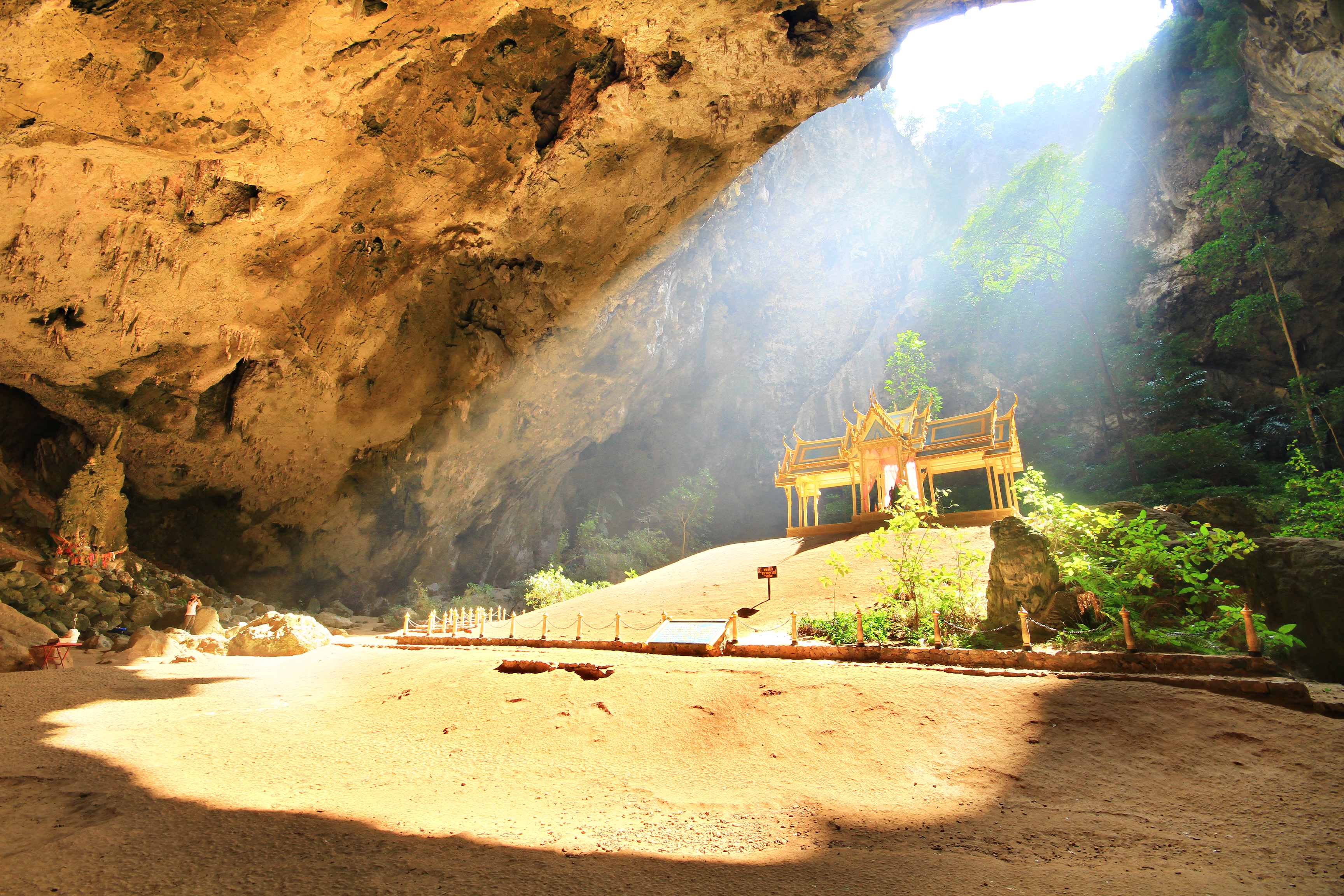
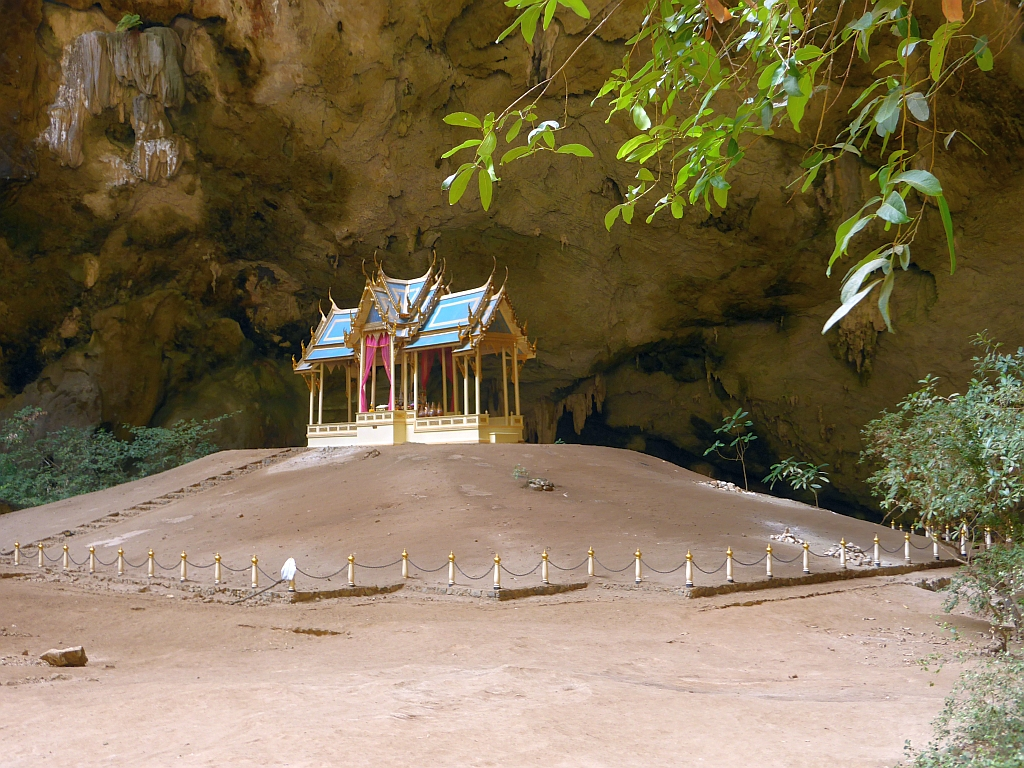
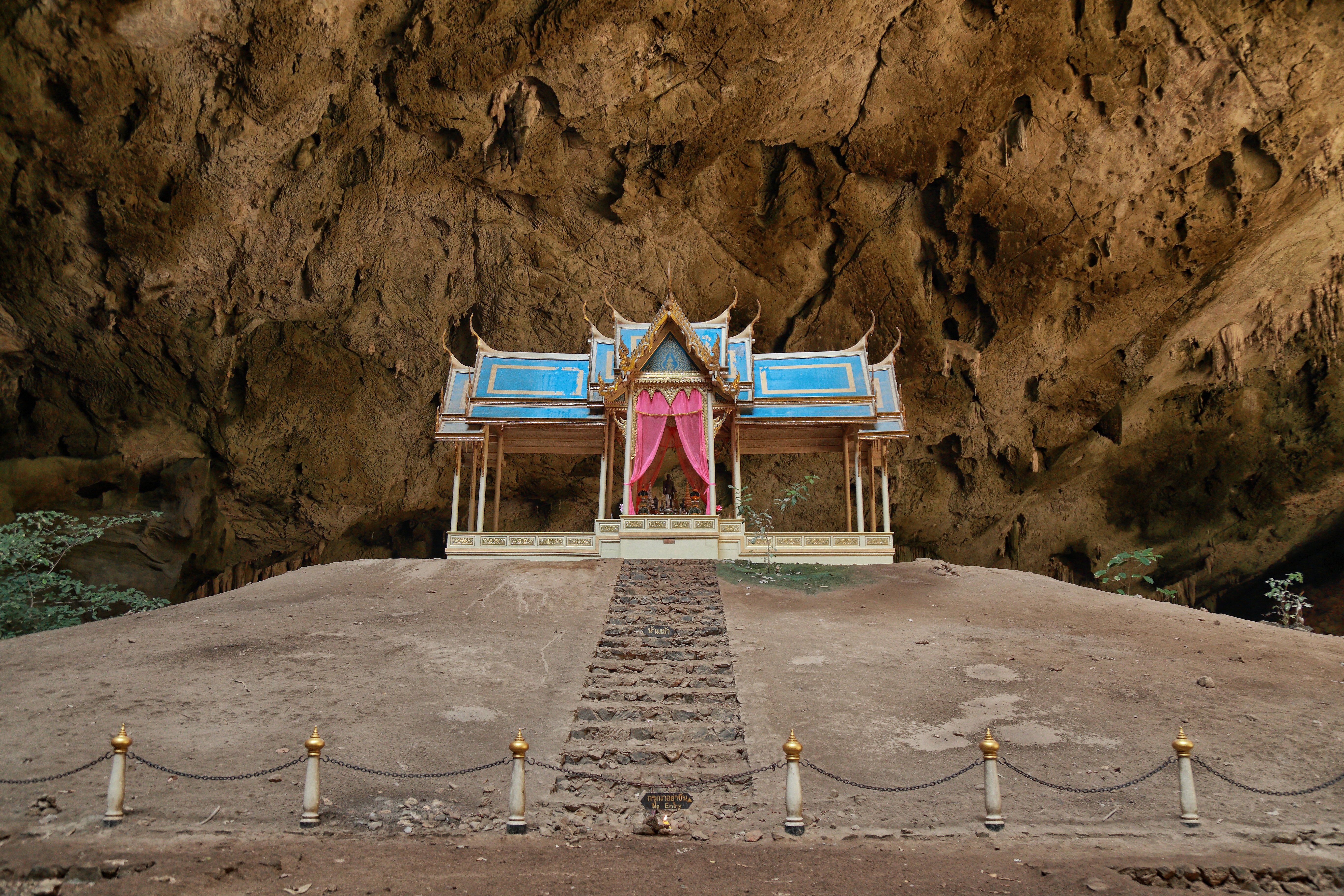
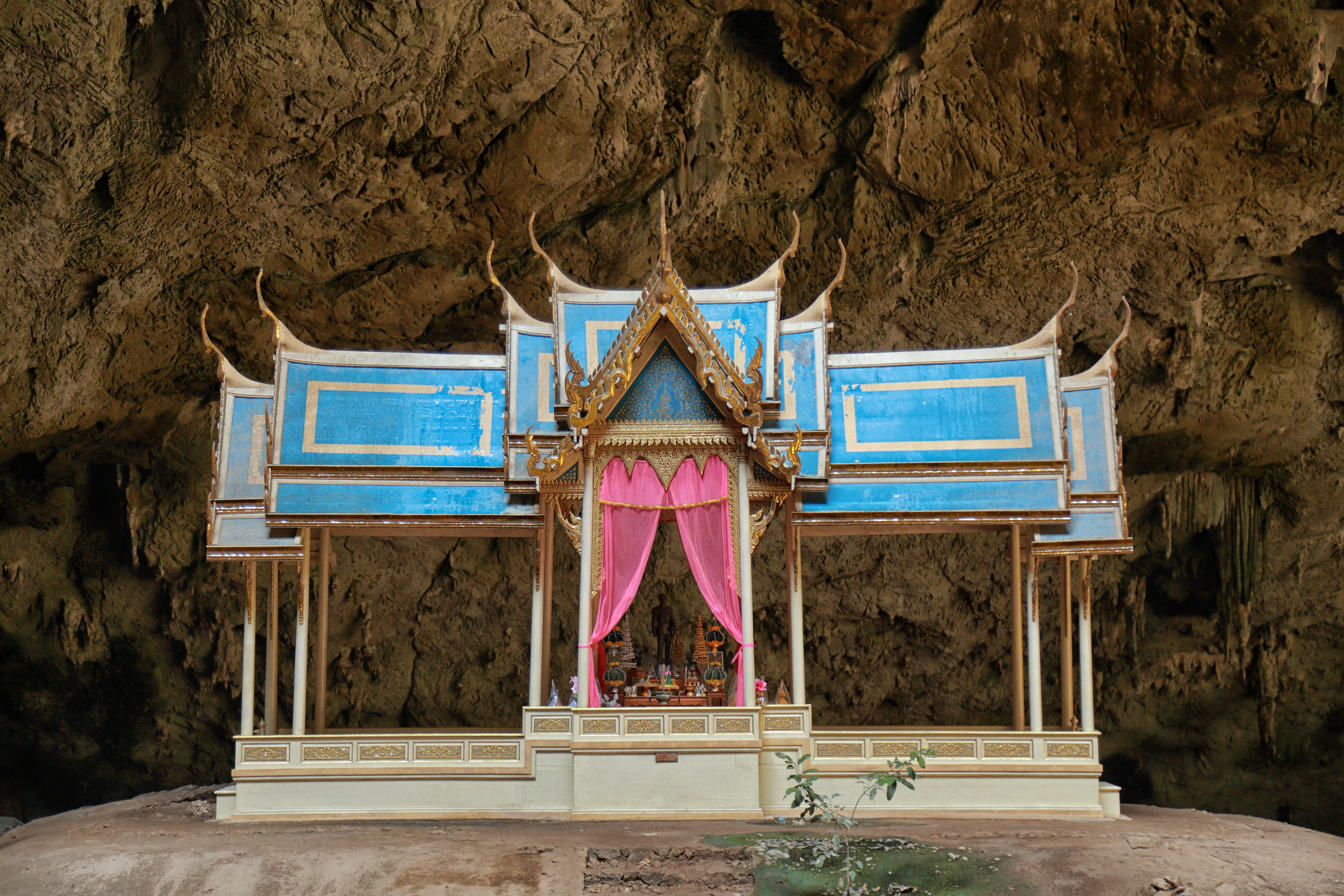
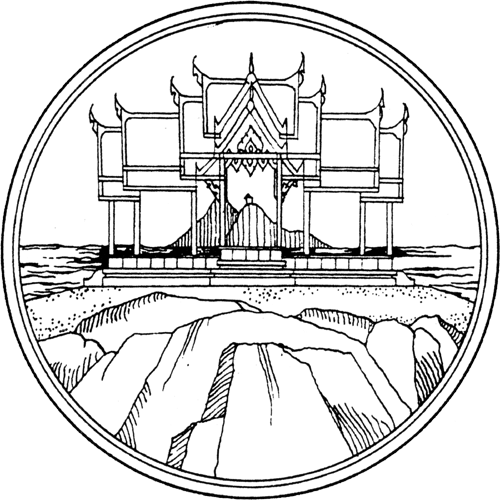

## Accès
Comme il n'y a pas de route pour y accéder directement, il faut d'abord aller au village de Bang Pu, puis, soit suivre un sentier pédestre dans la montagne, soit prendre le bateau et, après environ 20-30 minutes de voyage, on arrive à la plage de sable blanc de Laem Sala, où l'on peut voir beaucoup de semnopithèques obscurs ; ensuite, il ne reste plus qu'à marcher 430 m pour atteindre l'entrée de la grotte de Phraya Nakhon.